# Reserva Natural de Lauaru
A Reserva Natural de Lauaru é uma reserva natural localizada no condado de Pärnu, na Estónia.
A área da reserva natural é de 88 hectares.
A área protegida foi fundada em 1991 para proteger a floresta de carvalhos Koonga.